# 小林正雄
小林 正雄（こばやし まさお）は、日本の外交官。2011年（平成23年）8月26日からガボン駐箚特命全権大使。

## 経歴・人物
埼玉県出身。1973年（昭和48年）外務省に入省する。1974年（昭和49年）青山学院大学二部文学部を卒業する。外務省国際連合局科学課勤務、在カンボジア日本国大使館一等書記官、外務省中東アフリカ局中東第一課地域調整官、マルセイユ総領事、人事企画官、2010年（平成22年）8月、官房調査官を経て、2011年（平成23年）8月26日からガボン駐箚特命全権大使。兼サントメ・プリンシペ駐箚特命全権大使兼赤道ギニア駐箚特命全権大使。2013年12月16日から中部アフリカ諸国経済共同体常駐代表兼任。2023年、瑞宝中綬章受章。

## 同期
- 河野雅治（11年駐伊大使・09年駐露大使・07年外務審議官・05年総合外交政策局長）
- 塩尻孝二郎（11年EU大使・08年駐インドネシア大使・05年外務省大臣官房長）
- 天野万利（07年OECD事務次長）
- 塩崎修（08年駐ホンジュラス大使）
- 坂場三男（08年駐ベトナム大使・06年外務報道官・中南米局長）
- 伊藤哲雄（09年駐ハンガリー大使・05年駐カザフスタン大使）
- 加来至誠（11年駐ホンジュラス大使、07年駐エルサルバドル大使）
- 野川保晶（12年駐ニュージーランド大使、07年駐ミャンマー大使）
- 杉本信行（01年上海総領事）
- 鈴木一泉（10年駐コロンビア大使）
- 中村滋（11年駐マレーシア大使・06年駐サウジアラビア大使・04国際情報統括官）
- 岩谷滋雄（10年駐オーストリア大使・07年駐ケニア大使）
- 鹿取克章（11年駐インドネシア大使・06年駐イスラエル大使）
- 黒田義久（10年駐ウズベキスタン大使）
- 並木芳治（10年駐コスタリカ大使）
- 塩口哲朗（11年駐ベネズエラ大使・08年駐ヨルダン大使・06年国際協力銀行理事・04年駐コートジボワール大使）
- 水野達夫（07年駐ネパール大使）
- 堀江正彦（07年駐マレーシア大使・04年駐カタール大使）
- 神谷武（11年駐パラグアイ大使・08年駐アルジェリア大使）
- 岡田眞樹（11年駐タンザニア大使・09年農畜産業振興機構理事）
- 佐藤博史（12年駐キューバ大使）
- 川原英一（13年駐グアテマラ大使）
- 吉田潤（13年駐モーリタニア大使）